# Gerulfus

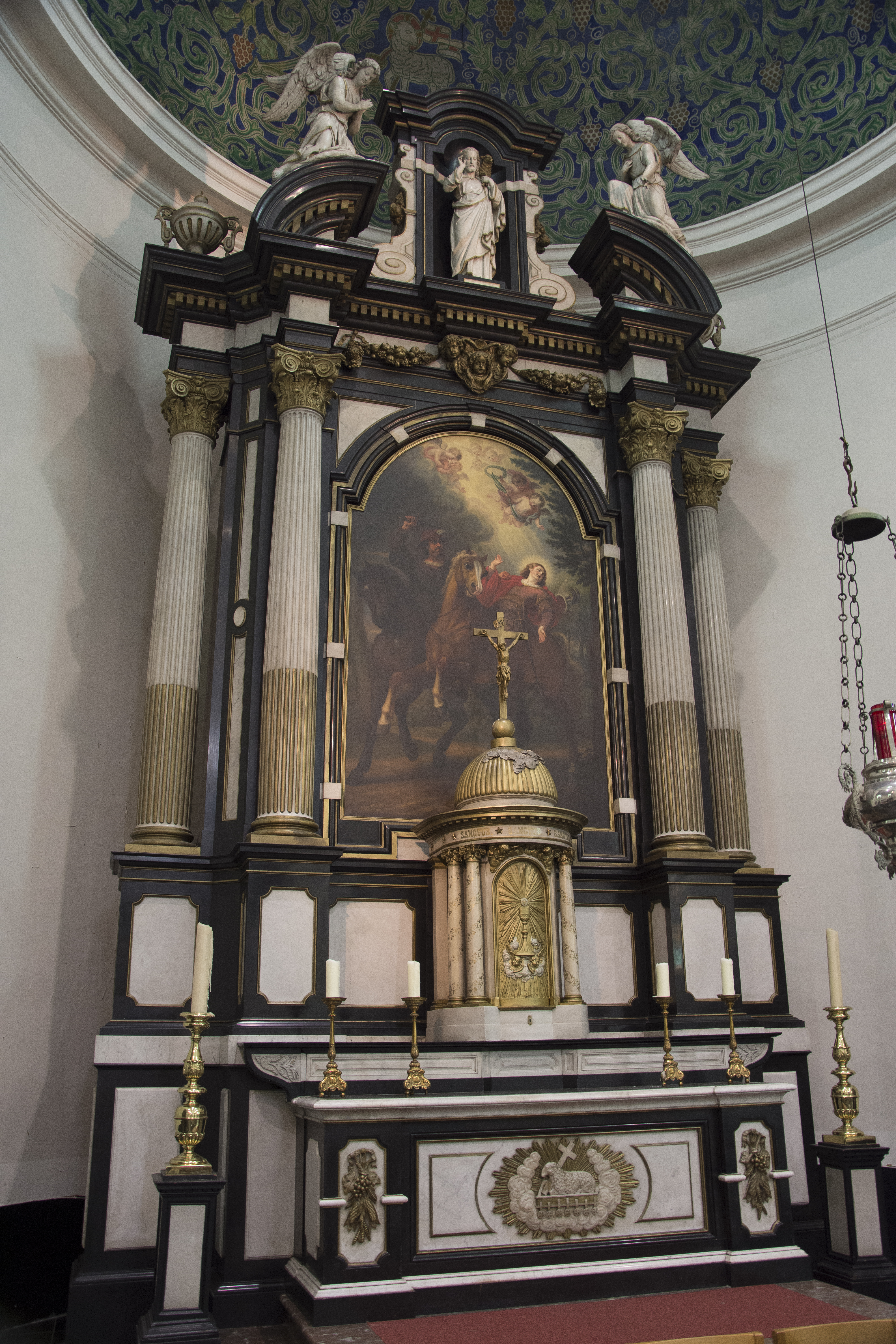
Schilderij (anoniem) met de moord op Gerolf, in de Sint-Gerolfkerk

De heilige Gerulfus (Merendree 740 - circa 750), plaatselijk Gerolf genoemd, wordt beschouwd als een van de oudste martelaren van Vlaanderen. Hij was de zoon van twee edelen uit Merendree, Lentgoldus en Ratguera.
Volgens de overlevering trok hij naar de Sint-Pietersabdij te Gent om daar het vormsel te ontvangen van Eliseus, bisschop van het Bisdom Doornik met zetel te Noyon. Op de terugweg werd hij in het bos ter hoogte van de huidige Varendrieskouter of in de Sint-Gerolfstraat te Drongen gedood door zijn vormselpeter, een verre verwant. Toen zijn bebloede paard naar huis terugkeerde ging zijn familie naar hem op zoek en vond hem dodelijk gekwetst onder een boom. Hij vergaf zijn moordenaar en wenste dat hij in een Drongens gesticht zou worden begraven.
Zijn feestdag is op 21 september (25 september in Gent). Zijn grafkelder is nog te vinden in de Sint-Radegundiskerk te Merendree. Zijn stoffelijke resten zijn begraven in de Sint-Gerolfkerk te Drongen.
De heilige wordt aangeroepen tegen de koorts.